# Grev Lyhne
Grev Lyhne er kunstnernavnet på en dansk musiker, tekstforfatter og anerkendt Nar.
Startede med digtning og organisering af klassefester, elevrådsfester og Kirkeklubfester i en tidlig alder. Var medstifter af gruppen "Børne Magt Nu" som 12 årig i 1971.
Blev landskendt trommeslager med børnerockbandet Parkering Forbudt (1978-1981), hvor han medvirkede på 2 LP'er. Lyhne skrev teksten på bandets første single: "Åbent brev til Dronningen" + flere sange på LP'erne.
Startede "Børne Musik Kontakten" i 1979, der sammen med Børnebevægelsen i Danmark, stod bag Festivaler med Børnerock over hele Danmark. Bl.a. Odd Fellow Palæet, Cirkus Bygningen, KongresHuset, Marselisborg Hallen.
Han var trommeslager i Koks & Kærlighed 1981-1983, samt i bandet Ta'Fat' 1985, (1 LP). Herefter utallige store og små bands.
Styrede sit eget bookingkontor "Børne & Ungdoms Musik Kontakten" i 1979 - 1987, med 120 bands og koncerter spredt ud over hele landet.
Var i en årrække foredragsholder for Danmarks Biblioteksskole, med "Børne & Ungdomskultur i Lokalsamfundet" som speciale.
Ansat en periode i Kulturministeriets afdeling for "Børn & Kultur", samt senere pladeselskabet ROSEN.
Ansat i Fredriksberg Kommune 1986 for at starte et musikhus for ungdomsklubben, samt tage sig af hash rygere og knivdrenge i fritidsklubben. Freelance trommeslager og omrejsende Gøgler.
Grev Lyhne blev gøglermusiker i 1987 sammen med Trubaduren Jan Ømfod fra Djursland, og skillingsvisesanger i Cirkus Mongo 1988-1990, og med på Next Stop Sovjet i 1989.
Derefter gøgl og udenlandsrejser med makkeren Dr. Bo (Århus) Et makkerskab der stadig kan opleves ved lejligheder.
Grev Lyhnes speciale som gøglermusiker er kun at spille på 1 lilletromme med whiskers på sin helt egen måde. Energisk og med levende rytmer.
- På valsen i Europa, 1991, bosat i Rom som gadegøgler.
- På valsen i Østeuropa, 1992, bosat i Sofia som gadegøgler.
- Spiller i gadebandet "OOOH STICKY" 1993-1996, der optrådte på Strøget i København, folkemusik-festivaler, Skanderborg-festivalen, og bag Kim Larsen i TVs "Kys Øen".
- Er arrangør af årlige Gøgler Varietéer på Operaen, Christiania, siden 1995 og frem til i dag.
- Besætter en henglemt historisk Gøgler Eng på Kløvermarksvej (København) i 1994- 1996.
- Rejser med jonglør duoen AROMA i truppen "Musik & Ild" i ind og udland. (1996-1998)
- Skriver folkevisen "Abra ka da bra" til de danske Gøglere omkring Hesbjerg Slot, august 1996.
- Anerkendt som folkets Nar under Amalienborg 26. maj 1998. Med underholdning på Amalienborg Slotplads ved Kronprins Frederiks 30 års fødselsdag, fik en flok gøglere lov til at marchere sammen med livgarden ind på slotspladsen.
- Starter som "Christianias spåmand" (med bod i Pusherstreet 1998-2002.)
- Starter i 2002 som Stand-In trommeslager hos Stig Møller og Peter Ingemann. En plads han stadig ved lejligheder kan opleves på

- Har besøgt Italien, LapLand og Norge som en del af "Fristaden Christianias kulturxplosjon".
- Optræder med "Narrens Dans" ( Se:You Tube) i 2006 som Christianias officielle svar til Regeringens Normaliserings krav.
  - Har i 2008 30 års jubilæum i at spille på OPERAEN's scene på Christiania. Parkering forbudt gendannes ved lejligheden.

I 2009 Indspiller Grev Lyhne Monologen "DET LIGNER" som en bemærkning til Klima Top Mødet i København, og senere "Gensidig Forsøgerpligt" (kan ses på You Tube)
Ved Christiania's 40 års fødselsdag i 2011 arrangerede Narren en "Christiania – på godt og Ondt" Cabaret. – En 3½ timers forestilling med 33 indslag, hvortil Grev Lyhne skrev 7 nye sange, hvor især "Christiania Bumsens Vise" er at bemærke (Youtube)
Opsætter mindst to Varietéer om året. På Operaen Christiania er der fast en i Forår og Vinter.